# 安曇野市立穂高南小学校
安曇野市立穂高南小学校（あづみのしりつほたかみなみしょうがっこう）は、長野県安曇野市穂高にある公立小学校。

## 沿革
- 1873年（明治6年） - 東穂高村に研成学校開校[1]。郡内に10の支校を置く。
- 1876年（明治9年） - 穂高学校と改称[1]。
- 1889年（明治22年）4月1日 - 町村制施行に伴い、東穂高尋常小学校となる[1]。
- 1892年（明治25年）- 東穂高村外3ヵ村組合立高等小学校設置（東穂高村、北穂高村、有明村、西穂高村）[2]。
- 1906年（明治39年）- 東穂高農工補習学校を併設[1]。
- 1910年（明治43年）- 東穂高高等尋常小学校となり、高等科を併設[1]。
- 1921年（大正10年）7月1日 - 町制施行に伴い、穂高高等尋常小学校と改称[3]。
- 1936年（昭和10年）- 穂高青年学校を併設[3]。
- 1941年（昭和16年）4月1日 - 国民学校令に基づき、穂高国民学校と改称。
- 1947年（昭和22年）4月1日 - 学制改革により、穂高町立穂高小学校となる。
- 1958年（昭和33年）4月22日 - 碌山館落成式を挙行[4]。
- 1966年（昭和41年）4月1日 - 穂高小学校と西穂高小学校が統合し、穂高町立穂高南小学校となり、それぞれ穂高部校、西穂高部校となる[5]。
- 1968年（昭和43年）4月1日 - 新校舎が落成し、両部校を統合する[6]。
- 1987年（昭和62年）4月1日 - 穂高西小学校が分離開校。
- 2005年（平成17年）10月1日 - 南安曇郡豊科町・穂高町・三郷村・堀金村と東筑摩郡明科町が合併して安曇野市となったことに伴い、安曇野市立穂高南小学校に改称。

## 校歌
- 上田薫 作詞
- 平井康三郎 作曲

## 学区
- 安曇野市穂高[7]

## 卒業後の進路
卒業生は公立中学校に進学する場合、基本的に穂高東中学校へ進学する。

## 交通
- JR大糸線穂高駅から 約1.4km